# Werner Ellerkmann

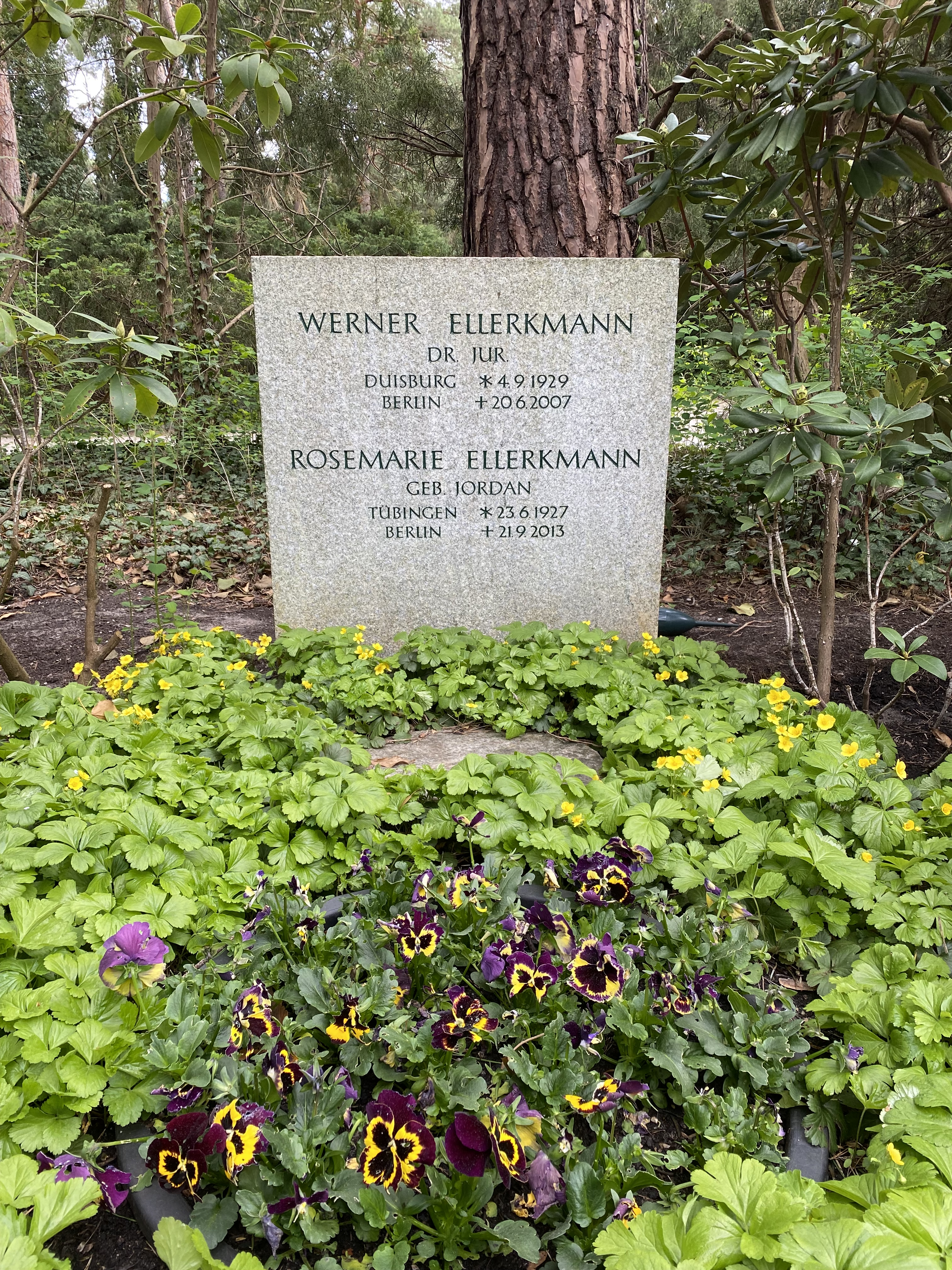
Grabstätte Werner Ellerkmann

Werner Ellerkmann (* 4. September 1929 in Duisburg; † 20. Juni 2007 in Berlin) war ein deutscher Jurist und Wissenschaftsmanager in der Kernforschung.

## Leben
Ellerkmann studierte an der Rheinischen Friedrich-Wilhelms-Universität Bonn Rechtswissenschaft. 1951 wurde er im Corps Brunsviga München zu Bonn (heute Rhenania-Brunsviga Erlangen) aktiv. Nach dem Studium und der Referendarausbildung arbeitete er seit 1959 beim damaligen Ministerium für Atomfragen und wechselte 1961 zu Euratom. Seit 1967 war in der Verwaltung von Atomforschungsanlagen tätig, zunächst im Forschungszentrum Jülich, dann als Erster kaufmännischer Geschäftsführer des Hahn-Meitner-Instituts in Berlin und schließlich als Verwaltungsdirektor des Forschungszentrums Ispra in Italien. Von 1983 bis zu seiner Pensionierung 1994 diente Ellerkmann dem Zentralverband der öffentlichen Wirtschaft (CEEP) in Brüssel als Generalsekretär. Ellerkmann war Mitbegründer der Arbeitsgemeinschaften der Großforschungseinrichtungen (heute Helmholtz-Gemeinschaft Deutscher Forschungszentren) und von 1974 bis 1976 Mitglied des Direktoriums. Er gehörte zu den Mitbegründern der Kerntechnischen Gesellschaft und war von 1969 bis 1975 ihr Schatzmeister. Er wurde mit dem Bundesverdienstkreuz 1. Klasse ausgezeichnet.
Seine letzte Ruhestätte fand Werner Ellkermann auf dem Waldfriedhof Dahlem (Feld 011-56).